# Schengen (Lucembursko)
Schengen je vinařská obec na jihovýchodě Lucemburska nedaleko trojmezí, kde se stýkají hranice Německa, Francie a Lucemburska. 
V obci žije přibližně 5 200 obyvatel. Obec je tvořena devíti vesnicemi, kromě samotného Schengenu to jsou ještě Remerschen, Wintrange, Burmerange, Elvange, Emerange, Bech-Kleinmacher, Schwebsange a Wellenstein. Do roku 2006 nesla celá obec název Remerschen, podle vesnice, která je jejím administrativním centrem.
V obci byla 14. června 1985 podepsána Schengenská smlouva. Slangově se název obce používá i jako označení celého Schengenského prostoru, tedy území těch smluvních států, mezi nimiž byly zrušeny hraniční kontroly.